# سخاب
السِّخاب هو القلادة تُتّخَذُ من قَرَنْفل وسُكٍّ ومَحْلَب، ليس فيها من اللؤلؤ والجوهر شيء. وهو عقد للزينة والعطر معًا، يعود تاريخه إلى عهد البرابرة وما تزال المرأة في جنوب تونس تحافظ على تقلده في الأفراح والمناسبات، وتحتفظ به في الخزانة معطرًا للثياب.